# Барклейс-арена
«Барклейс-арена» (нем. Barclays Arena) — многофункциональный стадион в Гамбурге, Германия. Стадион был открыт в 2002 году. Расположен рядом со стадионом «Фолькспаркштадион». На данный момент, арена является одной из лучших в Европе.

## История
Строительство арены началось весной 2001 года. В ноябре следующего года арена была открыта. Строительство стадиона финансировала администрация города и финский предприниматель Харри Харкимо. Всего, строительство арены обошлось в 83-86 миллионов евро. В 2007 году арена была продана Anschutz Entertainment Group. В 2010 стадион был переименован из Color Line Center в O2 World Hamburg. В 2015—2021 годах носила название «Барклейкард-арена» (Barclaycard arena). В 2021 года после ребрендинга Barclays в Германии стадион был переименован в «Барклейс-арена».

## События
В ноябре 2005 года на арене проходило выступление WWE в качестве одного из выступлений на Survivor Series.
12 марта 2010 года на стадионе выступила немецкая группа Scooter. Здесь же 24 января 2014 года прошёл последний концерт Scooter с сооснователем и основным композитором группы на протяжении 20 лет Риком Джорданом.
19 октября 2010 года на стадионе выступил Стинг.
На арене дважды проходили турниры крупнейшей бойцовской организации мира Ultimate Fighting Championship: UFC Fight Night 93 (2016) и UFC Fight Night 134 (2018).
В 2007 году в Германии прошел чемпионат мира по гандболу среди мужчин. Арена в Гамбурге стала одной из арен, принимающих этот чемпионат.
Матчи, проведенные на арене в Гамбурге
| дата     | команда хозяев | счет  | команда гостей | роль               |
| -------- | -------------- | ----- | -------------- | ------------------ |
| 30.01.07 | Словения       | 33-34 | Венгрия        | Матч за 9\10 место |
| 30.01.07 | Польша         | 28-27 | Россия         | 1\4 финала         |
| 30.01.07 | Исландия       | 41-42 | Дания          | 1\4 финала         |
| 01.02.07 | Польша         | 36-33 | Дания          | 1\2 финала         |

В декабре 2017 года арена принимала матчи чемпионата мира по гандболу среди женщин, включая финал между сборными Норвегии и Франции. В январе 2024 года арена принимала матчи чемпионата Европы по гандболу среди мужчин.